# Blagoja Celeski
Blagoja « Billy » Celeski (en macédonien : БлагојаЦелески) (né le 14 juillet 1985 à Ohrid) est un footballeur australien d'origine macédonienne. Il joue actuellement pour Melbourne Victory FC en tant que milieu de terrain. Son cousin est Naum Sekulovski de Perth Glory FC.

## Carrière en club
Celeski a signé pour Perth Glory FC pour la saison 2005/2006 jouant 18 fois mais a été libéré à la fin de la saison. Celeski a reçu un diplôme du Victorian Institute of Sport et de l'Australian Institute of Sport. En mars 2007 Celeski a signé pour Perth Glory FC.